# Diecezja radomska
Diecezja radomska (łac. Dioecesis Radomiensis) – jedna z 3 diecezji rzymskokatolickich w metropolii częstochowskiej w Polsce.
Wydzielona została z części dotychczasowej diecezji sandomiersko-radomskiej i ustanowiona 25 marca 1992 przez św. Jana Pawła II bullą Totus Tuus Poloniae Populus (z łac. „Cały Twój lud w Polsce”).

## Instytucje[2]
- Kuria diecezjalna[3]
- Sąd biskupi
- Wyższe Seminarium Duchowne w Radomiu
- Instytut Teologiczny w Radomiu
- Diecezjalne Studium Organistowskie w Radomiu
- Katolickie Liceum Ogólnokształcące im. św. Filipa Neri w Radomiu
- Katolicka Szkoła Podstawowa im. Matki Bożej Wychowawczyni w Odrowążu
- Archiwum
- Muzeum Diecezjalne w Radomiu
- Biblioteka Parafialna w Radomiu
- Księgarnia św. Kazimierza
- Wydawnictwo Diecezji Radomskiej „Ave”
- Chór Miasta Radomia
- Specjalistyczna Poradnia Rodzinna „Domowe Ognisko”
- Ośrodek Edukacyjno-Charytatywny Diecezji Radomskiej „Emaus”[4]
- Caritas diecezjalne
- Linia Braterskich Serc
- Dom Księży Seniorów

## Biskupi

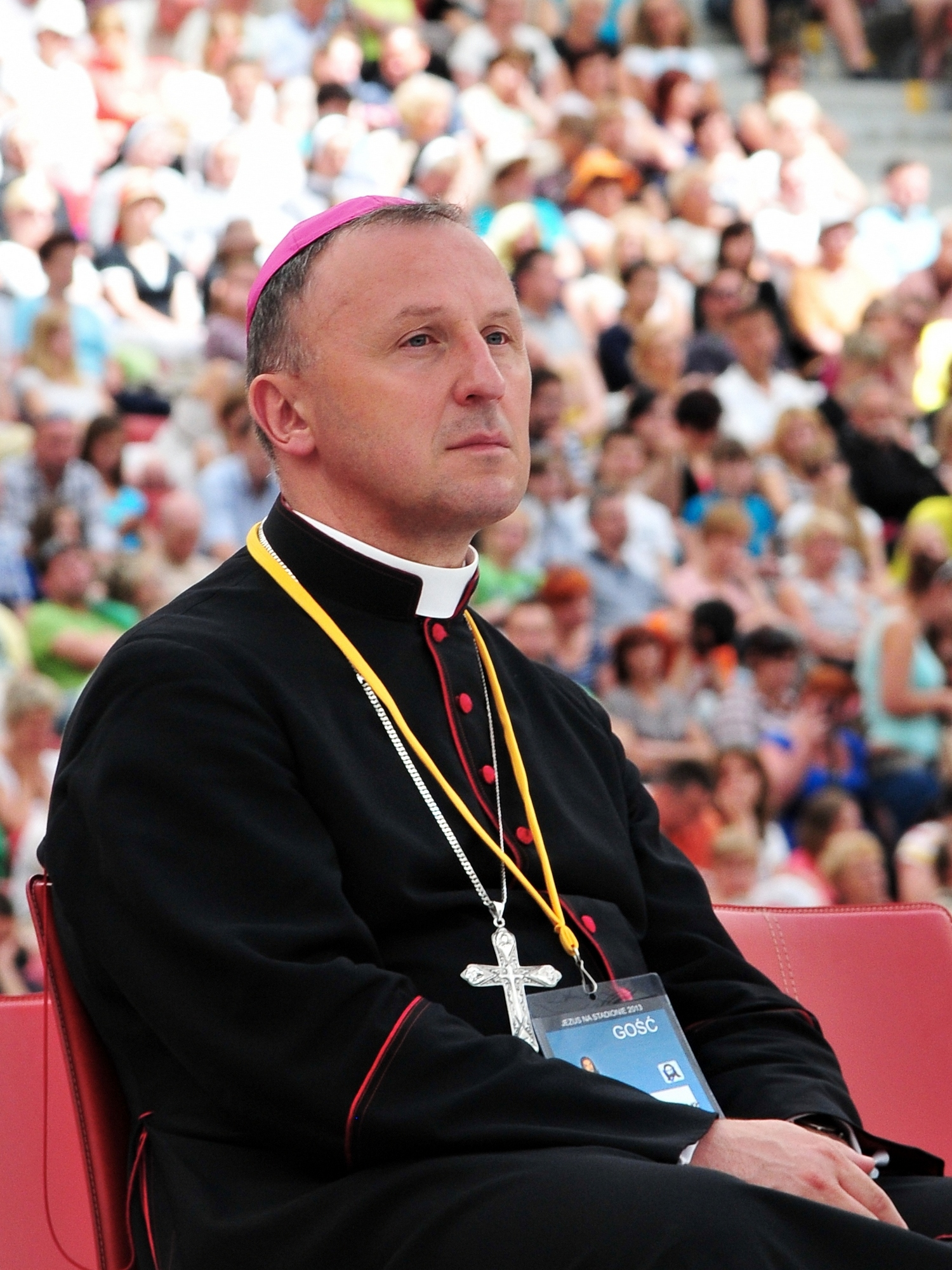
Marek Solarczyk – biskup diecezjalny

### Biskup diecezjalny
- bp Marek Solarczyk – od 2021

### Biskup senior
- bp Henryk Tomasik – biskup diecezjalny radomski w latach 2009–2021, senior od 2021

## Wikariusze generalni i biskupi
- ks. prał. mgr Marek Fituch – wikariusz generalny[5]

## Główne świątynie
- Katedra Opieki Najświętszej Maryi Panny w Radomiu (rocznica poświęcenia: 11 czerwca)
- Bazylika św. Kazimierza w Radomiu
- Bazylika św. Filipa Neri i św. Jana Chrzciciela w Studziannie
- Bazylika Matki Bożej Miłosierdzia w Skarżysku Kamiennej

## Patron
- Święty Kazimierz Jagiellończyk

## Sanktuaria[6]
- Błotnica – Parafia pw. Narodzenia NMP – Sanktuarium Matki Bożej Pocieszenia
- Czarna – Parafia pw. Nawiedzenia NMP – Sanktuarium Matki Bożej Wychowawczyni
- Kałków-Godów – Parafia pw. św. Maksymiliana Kolbe – Sanktuarium Matki Bożej Bolesnej Królowej Polski Pani Ziemi Świętokrzyskiej
- Radom - Parafia pw. św. Stefana - Sanktuarium bł. Stefana Wyszyńskiego
- Skarżysko Kamienna – Parafia pw. Matki Bożej Ostrobramskiej – Sanktuarium Matki Bożej Miłosierdzia
- Skrzyńsko – Parafia pw. św. Wojciecha – Sanktuarium MB Staroskrzyńskiej
- Smardzewice – Parafia pw. św. Anny – Sanktuarium
- Studzianna – Parafia pw. św. Filipa Neri i św. Jana Chrzciciela – Sanktuarium Matki Bożej Świętorodzinnej
- Wielka Wola – Paradyż – Parafia pw. Przemienienia Pańskiego – Sanktuarium Chrystusa Cierniem Koronowanego oraz Krwi Zbawiciela
- Wysokie Koło – Parafia pw. NMP Królowej Różańca Świętego – Sanktuarium

## Historia
Diecezja radomska należy do grupy diecezji utworzonych w ramach reorganizacji podziału administracyjnego Kościoła katolickiego w Polsce w 1992 roku. Historia chrześcijaństwa na ziemiach obecnie przynależących do diecezji sięga początków państwa polskiego. Pierwszym kościołem zbudowanym w Radomiu była świątynia pw. św. Piotra znajdująca się na terenie grodziska Piotrówka (Stary Radom). Była to budowla drewniana wzniesiona w XII lub XIII wieku (pierwsza wzmianka pochodzi z 1222 roku). W 1216 roku postawiono kościół pw. św. Wacława dzięki fundacji Leszka Białego lub Bolesława Wstydliwego, początkowo drewniany, od XIV wieku murowany. Przy kościele utworzono parafię staroradomską.
Na przestrzeni wieków obszar dzisiejszej diecezji radomskiej należał do archidiecezji gnieźnieńskiej, diecezji poznańskiej i krakowskiej, w ramach których funkcjonowały archidiakonaty kurzelowski, łęczycki, łowicki, warszawski oraz radomski. W 1805 roku utworzono diecezję kielecką. W 1818 roku dokonano kolejnych zmian, w ramach których powstała diecezja sandomierska. Naturalną granicą od północy stanowiła rzeka Pilica, od wschodu zaś Wisła. W 1981 roku bp Edward Materski przeniósł swoją siedzibę do z Sandomierza do Radomia, a kościół pw. Opieki NMP decyzją papieża św. Jana Pawła II został ustanowiony konkatedrą. Od tej pory diecezja nosiła nazwę sandomiersko-radomską. W 1991 roku z wizytą apostolską przebywał w Radomiu św. Jan Paweł II. Rok później powołano do istnienia diecezję radomską, oddzielając północną część diecezji sandomierskiej. Pierwszym biskupem został mianowany bp Edward Materski (dotychczasowy ordynariusz sandomiersko-radomski), a jego biskupami pomocniczymi: bp Adam Odzimek i bp Stefan Siczek. Diecezja została włączona do metropolii częstochowskiej. Patronem diecezji został św. Kazimierz, natomiast dotychczasowa konkatedra w Radomiu stała się katedrą. Nowa diecezja obejmowała obszar ok. 8 tys. km², na którym funkcjonowało 299 parafii.

## Dekanaty

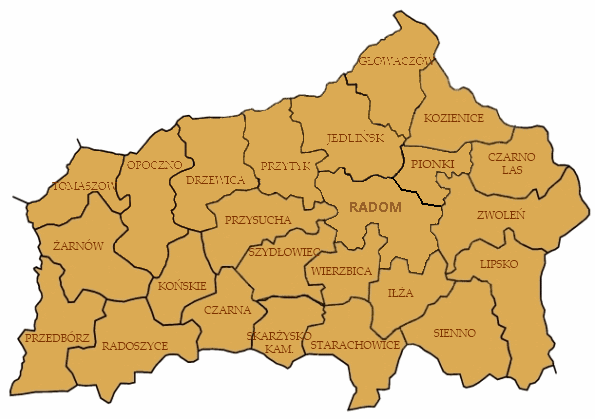
Mapa diecezji radomskiej

Obecne diecezja składa się z następujących dekanatów:
|    | dekanat               | liczba parafii |
| -- | --------------------- | -------------- |
| 1  | czarnecki             | 8              |
| 2  | czarnoleski           | 11             |
| 3  | drzewicki             | 11             |
| 4  | głowaczowski          | 8              |
| 5  | iłżecki               | 10             |
| 6  | jedliński             | 12             |
| 7  | konecki               | 11             |
| 8  | kozienicki            | 9              |
| 9  | lipski                | 10             |
| 10 | opoczyński            | 11             |
| 11 | pionkowski            | 7              |
| 12 | przedborski           | 8              |
| 13 | przysuski             | 10             |
| 14 | przytycki             | 10             |
| 15 | Radom-Centrum         | 8              |
| 16 | Radom-Południe        | 13             |
| 17 | Radom-Północ          | 11             |
| 18 | Radom-Wschód          | 12             |
| 19 | Radom-Zachód          | 12             |
| 20 | radoszycki            | 11             |
| 21 | sienneński            | 10             |
| 22 | skarżyski             | 14             |
| 23 | Starachowice-Południe | 12             |
| 24 | Starachowice-Północ   | 10             |
| 25 | szydłowiecki          | 12             |
| 26 | tomaszowski           | 9              |
| 27 | wierzbicki            | 10             |
| 28 | zwoleński             | 11             |
| 29 | żarnowski             | 10             |

## Miasta diecezji
| lp. | Herb | Miasto              | Powiat         | Dekanat                                                             | Liczba ludności | Liczba parafii |
| --- | ---- | ------------------- | -------------- | ------------------------------------------------------------------- | --------------- | -------------- |
| 1   |      | Radom               | –              | Radom-Centrum Radom-Południe Radom-Północ Radom-Wschód Radom-Zachód | 212 230         | 34             |
| 2   |      | Tomaszów Mazowiecki | tomaszowski    | tomaszowski                                                         | 62 649          | 2              |
| 3   |      | Starachowice        | starachowicki  | Starachowice-Południe Starachowice-Północ                           | 48 965          | 9              |
| 4   |      | Skarżysko-Kamienna  | skarżyski      | skarżyski                                                           | 45 358          | 8              |
| 5   |      | Opoczno             | opoczyński     | opoczyński                                                          | 21 327          | 3              |
| 6   |      | Końskie             | konecki        | konecki                                                             | 19 330          | 4              |
| 7   |      | Pionki              | radomski       | pionkowski                                                          | 18 846          | 3              |
| 8   |      | Kozienice           | kozienicki     | kozienicki                                                          | 17 773          | 2              |
| 9   |      | Szydłowiec          | szydłowiecki   | szydłowiecki                                                        | 11 907          | 1              |
| 10  |      | Suchedniów          | skarżyski      | skarżyski                                                           | 8379            | 1              |
| 11  |      | Zwoleń              | zwoleński      | zwoleński                                                           | 7940            | 2              |
| 12  |      | Białobrzegi         | białobrzeski   | jedliński                                                           | 7056            | 1              |
| 13  |      | Sulejów             | piotrkowski    | tomaszowski                                                         | 6204            | 1              |
| 14  |      | Przysucha           | przysuski      | przysuski                                                           | 6008            | 2              |
| 15  |      | Stąporków           | konecki        | czarnecki                                                           | 5679            | 1              |
| 16  |      | Lipsko              | lipski         | lipski                                                              | 5593            | 1              |
| 17  |      | Iłża                | radomski       | iłżecki                                                             | 4918            | 1              |
| 18  |      | Skaryszew           | radomski       | Radom-Wschód                                                        | 4346            | 1              |
| 19  |      | Jedlnia-Letnisko    | radomski       | Radom-Północ                                                        | 3976            | 1              |
| 20  |      | Drzewica            | opoczyński     | drzewicki                                                           | 3844            | 1              |
| 21  |      | Przedbórz           | radomszczański | przedborski                                                         | 3572            | 1              |
| 22  |      | Radoszyce           | konecki        | radoszycki                                                          | 3167            | 1              |
| 23  |      | Wąchock             | starachowicki  | Starachowice-Północ                                                 | 2764            | 1              |
| 24  |      | Gowarczów           | konecki        | konecki                                                             | 1418            | 1              |
| 25  |      | Żarnów              | opoczyński     | żarnowski                                                           | 1074            | 1              |
| 26  |      | Jastrząb            | szydłowiecki   | wierzbicki                                                          | 1071            | 1              |
| 27  |      | Białaczów           | opoczyński     | opoczyński                                                          | 1068            | 1              |
| 28  |      | Odrzywół            | przysuski      | drzewicki                                                           | 967             | 1              |
| 29  |      | Magnuszew           | kozienicki     | głowaczowski                                                        | 966             | 1              |
| 30  |      | Solec nad Wisłą     | lipski         | lipski                                                              | 965             | 1              |
| 31  |      | Sienno              | lipski         | sienneński                                                          | 928             | 1              |
| 32  |      | Przytyk             | radomski       | przytycki                                                           | 907             | 1              |
| 33  |      | Wyśmierzyce         | białobrzeski   | przytycki                                                           | 886             | 1              |
| 34  |      | Głowaczów           | kozienicki     | głowaczowski                                                        | 825             | 1              |
| 35  |      | Gielniów            | przysuski      | drzewicki                                                           | 779             | 1              |
| 36  |      | Ciepielów           | lipski         | lipski                                                              | 738             | 1              |
| 37  |      | Kazanów             | zwoleński      | zwoleński                                                           | 397             | 1              |